# Eduardo Pavlovsky
Pour les articles homonymes, voir Pavlovsky.
Eduardo Pavlovsky, dit Tato Pavlovsky, est un dramaturge, acteur et psychiatre argentin, né le 10 décembre 1933 à Buenos Aires et mort le 4 octobre 2015 dans la même ville.
Il a vécu en exil durant la période de dictature militaire en Argentine.

## Pièces de théâtre
Les pièces de théâtre de Pavlovsky sont inspirées du théâtre de l'absurde, mais à la différence de ses auteurs habituels, celles-ci ont lieu dans un contexte socialement et politiquement très marqué. On y retrouve de manière récurrente une réflexion sur la violence institutionnelle: celle des paramilitaires, puis celle des militaires ayant pris le pouvoir dans son pays dès 1976. L'auteur a par ailleurs lui-même échappé à un enlèvement dans son propre appartement en 1978, en fuyant par le toit de sa maison alors que des membres des Forces Armées en avaient forcé la porte d'entrée.
Parmi celles-ci, on peut citer El señor Galíndez qui parle de deux tortionnaires soumis aux ordres d'un téléphone tyrannique et qui fait écho à la notion de « banalité du mal » énoncée par Hannah Arendt, El señor Laforgue qui décrit la réapparition très peu bienséante d'un disparu lors d'un repas officiel sous le régime de Jean-Claude Duvalier, ou encore Potestad, qui parle de l'adoption, l'appropriation par des médecins militaires d'enfants de détenus morts sous la torture.
Son œuvre a été publiée dans son intégralité en six volumes en espagnol par les éditions Atuel. 
Seuls Potestad et La Mort de Marguerite Duras ont été traduites en français.

## Œuvre théâtrale
1. Solo Brumas (2009)
2. La muerte de Marguerite Durás (2000)
3. Poroto (1999)
4. El bocón (1995)
5. Rojos globos rojos (1994)
6. Teatro del ´60 (1992)
7. El cardenal (1991)
8. Voces (1990)
9. Paso de dos (1990)
10. Pablo (1987)
11. Potestad (1985)
12. El señor Laforgue (1983)
13. Camaralenta (Historia de una cara) (1981)
14. Telarañas (1976)
15. El señor Galíndez (1973)
16. Último match (1971)
17. La mueca (1970)
18. Match (1970)
19. La cacería (1969)
20. Teatro de vanguardia (1966)
21. El robot (1966)
22. Un acto rápido (1965)
23. Somos (1962)
24. La espera trágica (1962)

## Filmographie
Pavlovsky joue en 1998 le rôle principal dans La Nube (le Nuage), film réalisé par son ami Fernando Solanas. D'autre part, il a adapté pour le cinéma sa pièce Potestad, en 2002.

## Distinction

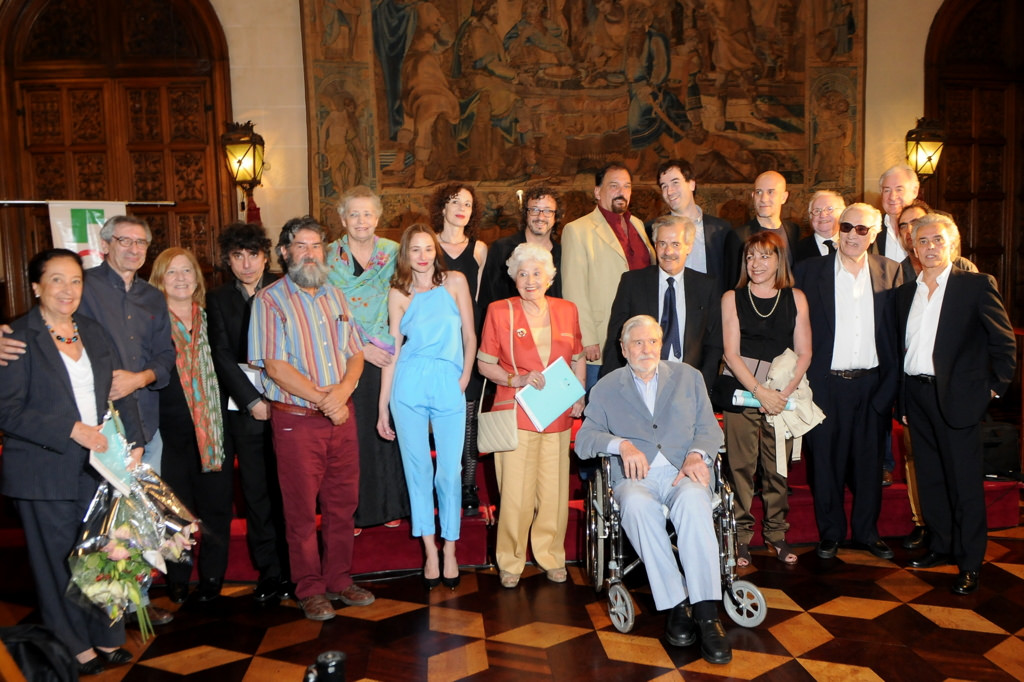
Les lauréats 2014 de la Fondation nationale pour les arts

En décembre 2014, il reçoit le Grand prix de la Fondation nationale pour les arts à Buenos Aires.